# Tradicijska arhitektura
Tradicijska arhitektura nazivana i pučkim, seljačkim graditeljstvom, odn. tradicijskim, folklornom ili ruralnom arhitekturom), skupni je pojam za umijeće gradnje i građevine podignute izvan gradskih sredina, nastale za potrebe socijalno i obrazovno nižih društvenih slojeva; suprotan je pojmu tzv. visoke, odnosno stilske arhitekture. 

U povijesti arhitekture i povijesti umjetnosti gotovo zanemareno ili tek rubno obrađeno, u većoj je mjeri predmet zanimanja etnologije, koja proučava graditeljsko oblikovanje, povezanost građevina s tipom tradicijskoga privređivanja, obilježja unutarnjeg uređenja te tipično ponašanje ljudi u stambenoj i izgrađenoj sredini. Seoski su se graditelji služili prirodnim materijalima za gradnju (drvo, kamen, ilovača, slama, trska), a pri izboru lokacije uzimali su u obzir klimatske osobitosti, reljef, hidrološke prilike i sl. Rezultat je očigledna prilagođenost građevina okolišu, pa su seoska naselja i nastambe pridonosile osebujnosti pojedinih prostora. I u Hrvatskoj su bile specifični izražaj regionalne raznolikosti.